# Grand Bé
 (août 2019).
Si vous disposez d'ouvrages ou d'articles de référence ou si vous connaissez des sites web de qualité traitant du thème abordé ici, merci de compléter l'article en donnant les références utiles à sa vérifiabilité et en les liant à la section « Notes et références ».
Le Grand Bé, ou Grand Bey, est une île inhabitée de Saint-Malo située à l'embouchure de la Rance, au pied des remparts de Saint-Malo. Elle devient presqu'île à marée basse et l'on peut ainsi y accéder à pied depuis la plage de Bon-Secours. Selon son propre vœu, l'écrivain François-René de Chateaubriand y a été inhumé.

## Toponymie
Il existe plusieurs hypothèses pour l'étymologie de l'île : 
- Chateaubriand, par une fausse étymologie populaire, associe le terme au celtique bez signifiant tombe en breton[1].
- Le terme Bé est employé pour désigner deux îlots contigus, ici le Grand Bé et le Petit Bé. Ce terme pourrait venir du latin vadum (« gué »), dont dérive la forme vé et dont bé est une déformation. À noter que les deux îles étaient accessibles à marée basse, elles étaient aussi sur le passage à gué vers les « prairies de Cézembre » (pré salé qui existèrent jusqu'à la fin du XVe siècle)[2].
- Le nom Bé pourrait avoir une étymologie commune avec la rue du Boyer (du celtique beyer, « baie »,qui a donné béer et bailler)[3], qui en est proche et dont l’extrémité la plus proche de l’île est appelée “rue des Bés”, bien que la “poterne des Bés” qui y mène n’ait été percée dans la muraille qu’en 1884[4].

## Géographie

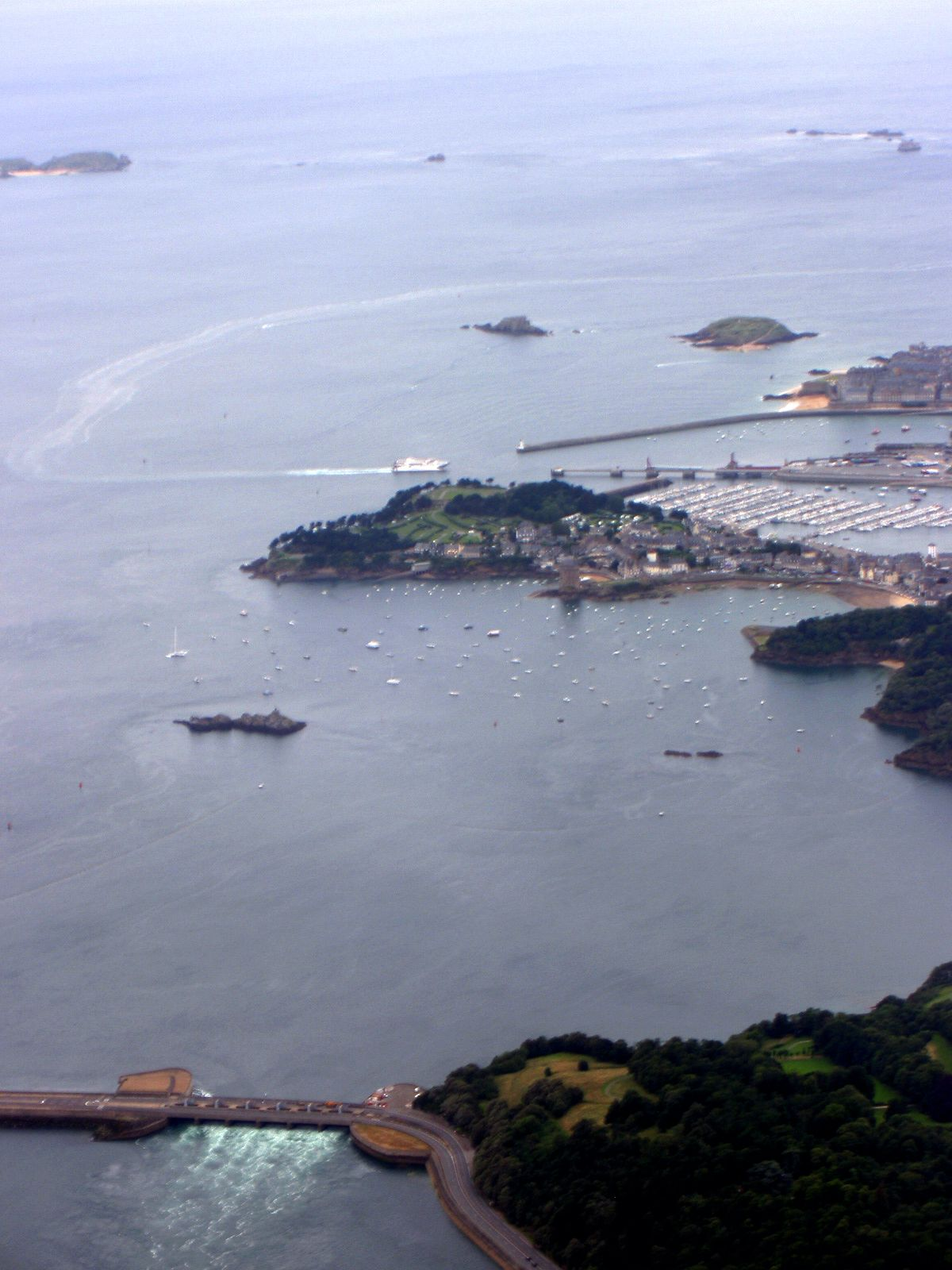
L'embouchure de la Rance avec au premier plan l'usine marémotrice, au centre la cité d'Aleth, la tour Solidor et le port de plaisance des Bas-Sablons, au centre et juste derrière, après la digue du môle, le Petit Bé et le Grand Bé et en arrière-plan Cézembre (à gauche) et la Conchée à droite.

Le Grand Bé se situe à environ 500 m à l’ouest de la plage de Bon-Secours, au pied des remparts de la ville.
Une dépression naturelle sépare l’île de la ville et est rarement sèche, même à marée basse. Une chaussée cimentée surélevée permet d’y accéder. Celle-ci est récente.
Au XIXe siècle, on arrivait au Grand Bé par une passerelle en bois et, plus anciennement, en marchant sur des pierres roulantes.
Depuis mars 2011, lors des grandes marées, le « sonneur des Bés » avertit les touristes de la marée montante à l'aide d'une corne de brume, pour éviter qu'ils ne se retrouvent pris au piège.

## Histoire
La découverte d’un silex sur l’îlot lors de la Seconde Guerre mondiale laisse supposer que le Grand Bé était habité dès la Préhistoire.
l’îlot du Bé fut utilisé pour la mise en quarantaine avant d’être fortifié au XVIe siècle. En 1689, Vauban utilisera à son tour le site, et l’ouvrage défensif sera agrandi vers 1697 par Garangeau.
Au cours de la Seconde Guerre mondiale, les Allemands prirent possession de l'îlot et ils décidèrent d'y implanter une batterie d'artillerie côtière afin de protéger la baie de Saint-Malo, en faisant un des éléments de la Festung Saint-Malo (« forteresse Saint-Malo »). Un important point d'appui y fut alors construit ; il comprenait des bunkers pour les quatre canons de 105 mm, un poste de direction de tir, des bunkers pour la défense rapprochée, des cuves pour canons antiaériens, des abris pour le personnel, des soutes à munitions et de nombreuses tranchées. Un projecteur antiaérien fut également installé à proximité immédiate de la tombe de Chateaubriand. Le point d'appui fut pris en charge par la 2e batterie du bataillon d'artillerie de marine 608.

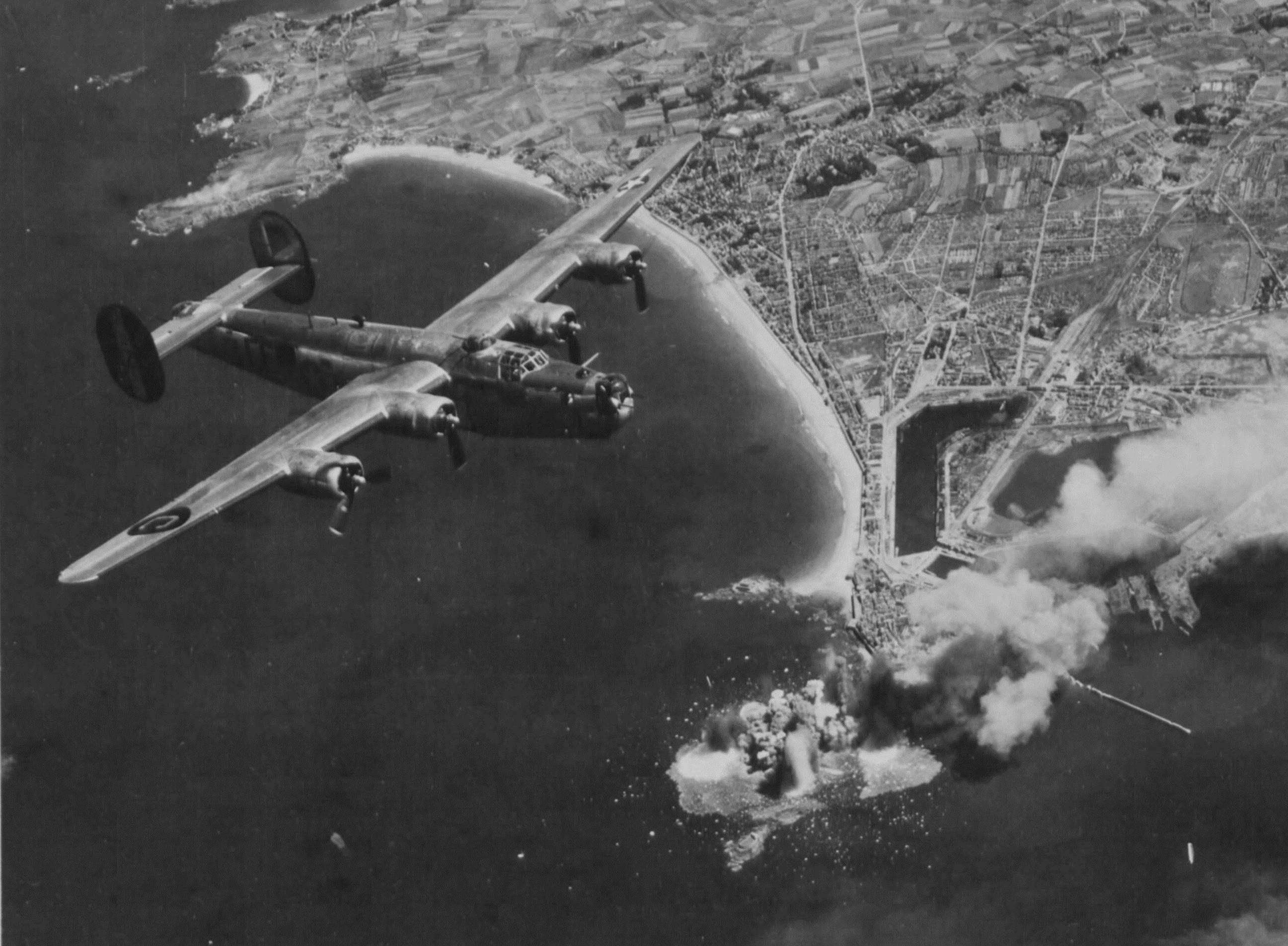
Bombardement du Grand Bé par des B-24 Liberators de la Air Force américaine en août 1944.

Pendant la libération  de Saint-Malo durant le mois d'août 1944, les artilleurs allemands tirèrent à de nombreuses reprises sur les troupes américaines, ce qui amena celles-ci à bombarder l'îlot afin d'y faire taire les canons allemands. La position fut donc pilonnée par l'aviation et par l'artillerie de nombreuses fois. Après la prise du château de Saint-Malo et du bastion de la Hollande le 14 août 1944, l'intra-muros était aux mains des Américains. Il ne restait plus que 3 positions fortifiées sous contrôle allemand : la cité d'Aleth, l'île de Cézembre et le Grand Bé.
Le 16 août 1944, les Américains  décidèrent d'attaquer le Grand Bé et demandèrent au responsable du port des informations au sujet des marées. Vers 13 h, malgré une marée montante, l'attaque fut menée par la compagnie G du 3e bataillon du 329e régiment d'infanterie, qui prit la position par un assaut à la grenade sous le couvert de fumigènes. La résistance allemande fut sporadique et la garnison se rendit en masse peu après l'attaque. La prise de la batterie allemande avait coûté quelques blessés aux Américains ; ceux-ci avaient néanmoins réduit un des points importants de la défense allemande de Saint-Malo et avaient fait 154 prisonniers. La cité d'Aleth se rendit le lendemain, après une résistance plus acharnée et sept jours et six nuits de bombardements américains. Il ne restait plus alors que la position fortifiée de l'île de Cézembre, encore redoutable. Les Américains bombardèrent celle-ci sans relâche. Le 26 août, des artilleurs américains prirent possession des canons allemands encore intacts sur le Grand Bé et commencèrent à  tirer sur Cézembre qui riposta en tirant violemment sur l'îlot. Cette terrible réplique stoppa les tirs américains du Grand Bé, qui ne recommencèrent plus. La garnison de Cézembre ne se rendit que le 2 septembre 1944.
Le plus gros remorqueur du port malouin sera baptisé au nom de l’îlot en 1979.

## Sites de l’îlot

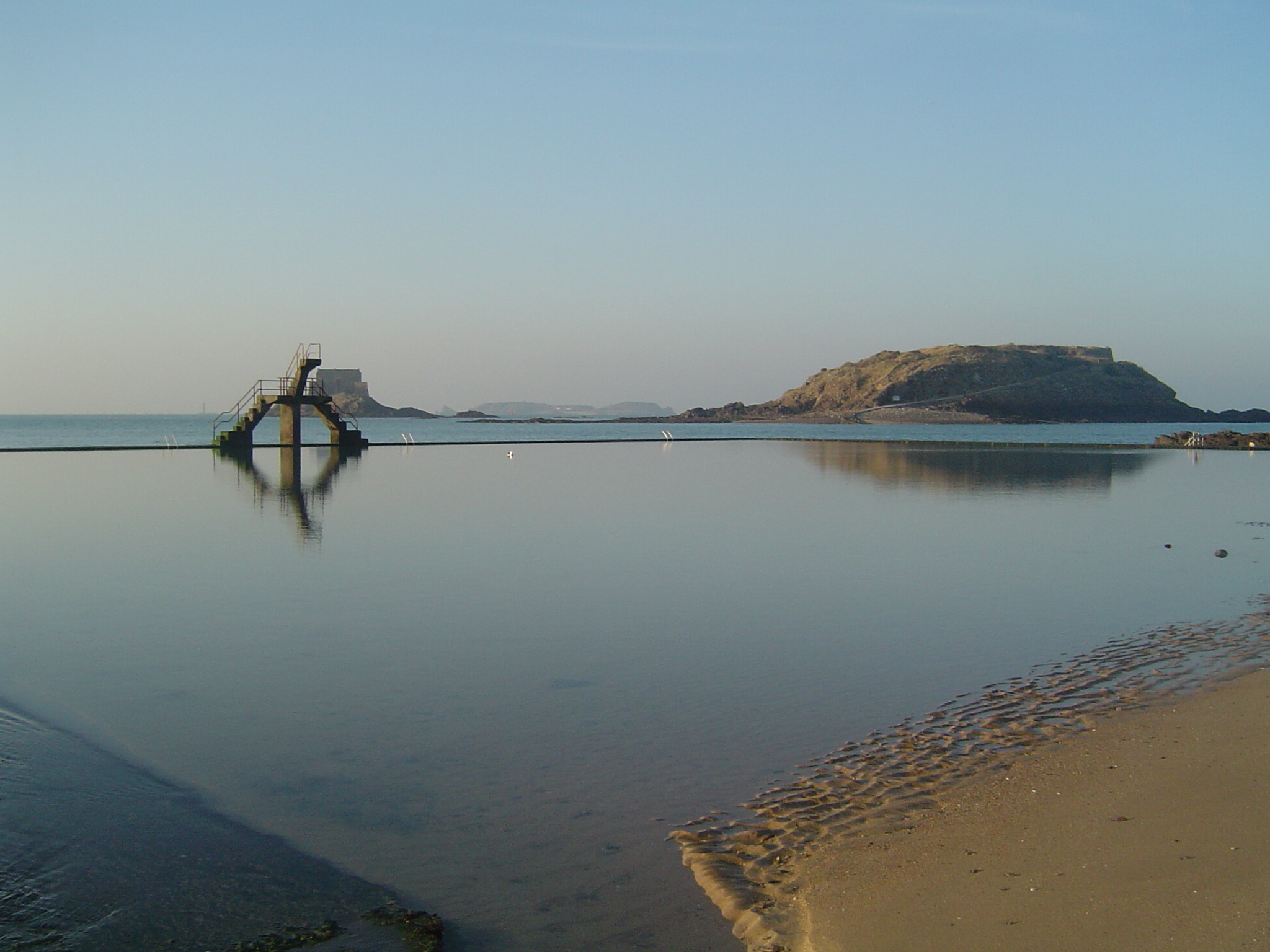
Vue des Petit et Grand Bés depuis la plage de Bonsecours.
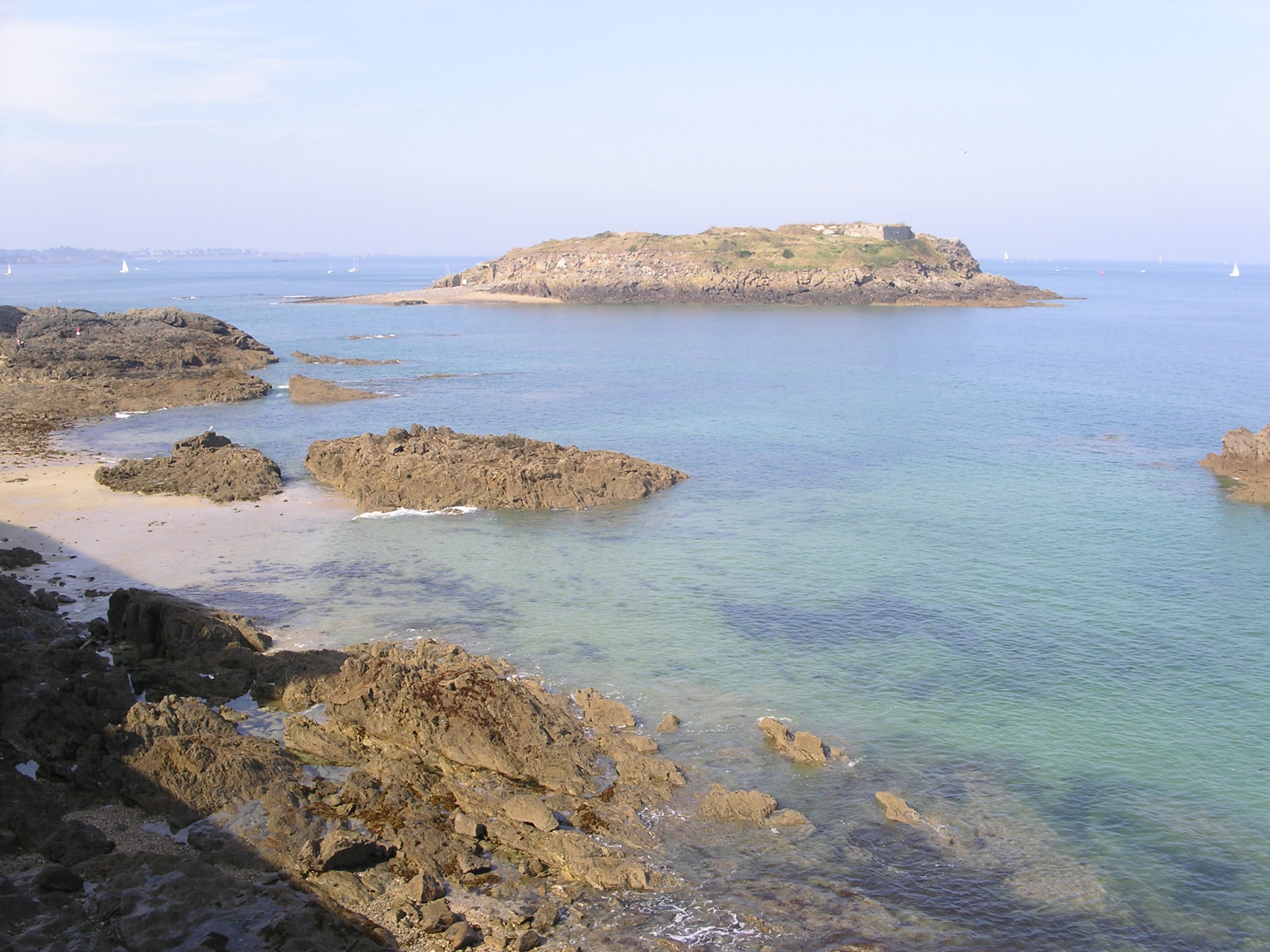
île du Grand Bé, vue depuis les remparts de Saint-Malo.
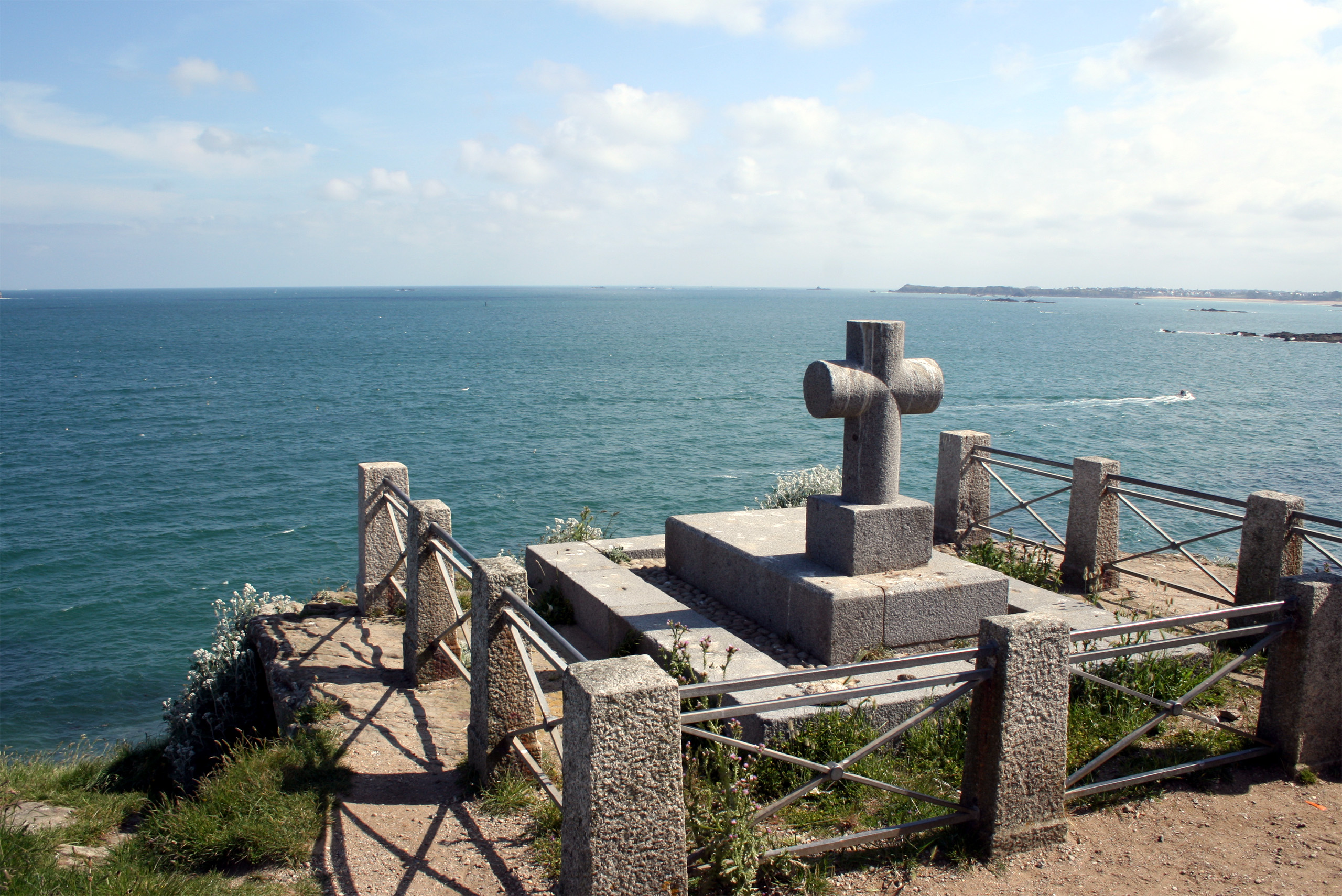
Tombeau de Chateaubriand sur le Grand Bé, face à la mer, avec la pointe de la Varde en arrière-plan.
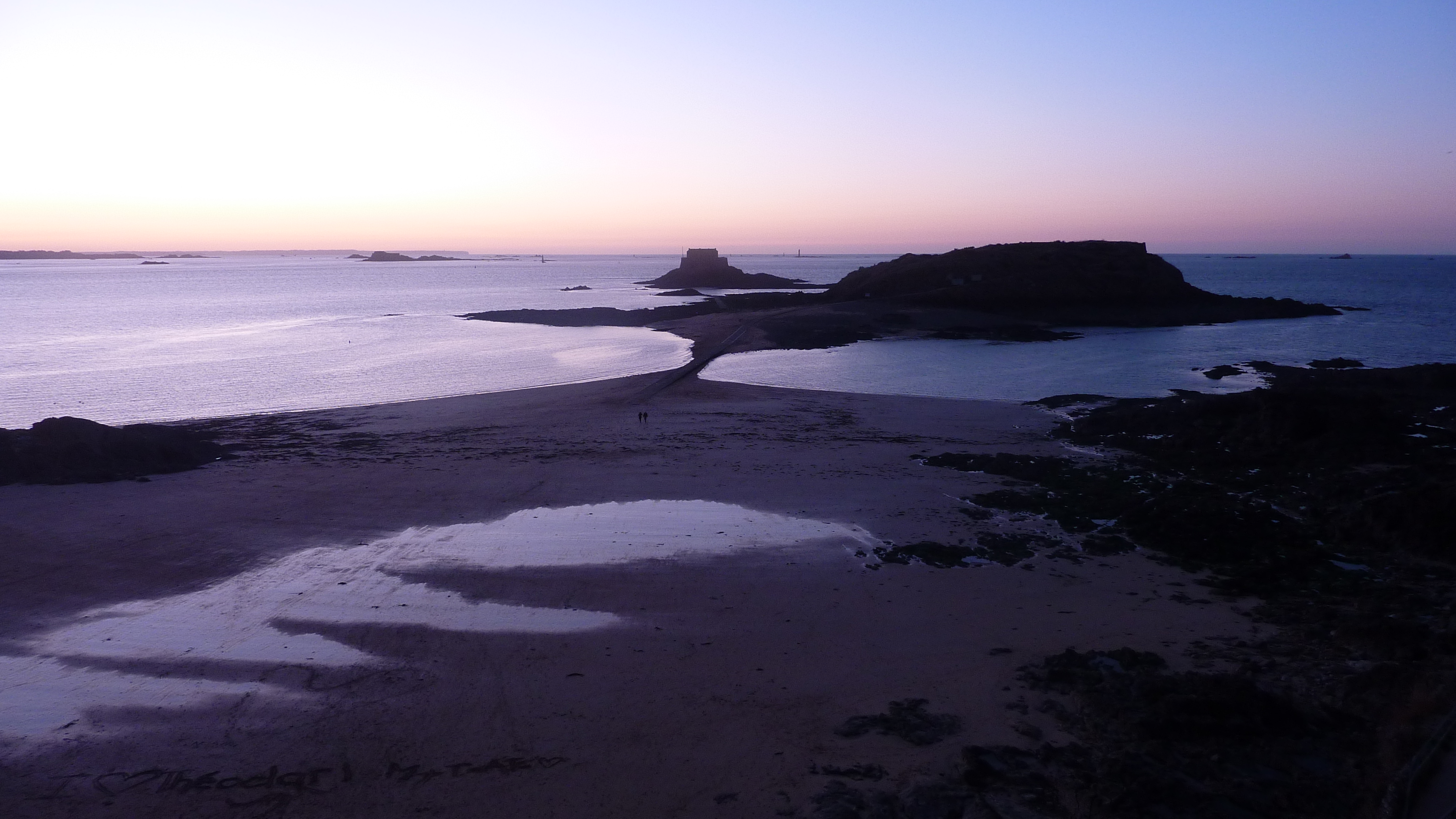
Vue des Petit et Grand Bés depuis les remparts de Saint-Malo, au coucher du soleil.

### La chapelle de Notre-Dame-des-Lauriers
Cette chapelle de la seconde moitié du XIVe siècle, aujourd’hui ruinée, s’appela ultérieurement la chapelle Saint-Ouen dédiée au culte de la sainte Dwynwen ou Santez Twina ar Mor en breton. C’est vers elle que se déroulait la procession religieuse où la fête populaire malouine de la Sainte-Ouine trouve son origine.

### Tombeau de Chateaubriand
Sur un promontoire à l’ouest de l’îlot on peut voir la tombe de François-René de Chateaubriand, écrivain et homme politique, né à Saint-Malo en 1768 et mort à Paris en 1848. C’est en 1823 que celui-ci conçoit l’idée d’être inhumé sur le Grand Bé, mais il ne fait part de ses intentions à la municipalité qu’en 1828, en sollicitant la cession d’« un petit coin de terre ». La mairie oppose un refus pour des raisons de politique locale. C’est l’intervention d’Hippolyte Michel de la Morvonnais qui permettra de faire avancer la demande. Sous l’impulsion du nouveau maire de Saint-Malo, Louis-François Hovius (1788-1873), la municipalité finit par accéder à la demande de Chateaubriand. Ce dernier ne demande aucune inscription sur sa tombe, une croix seulement. « Point d’inscription, ni nom, ni date, la croix dira que l’homme reposant à ses pieds était un chrétien : cela suffira à ma mémoire » (Chateaubriand). La dépouille de l’écrivain quitte Paris le 16 juillet 1848 et, via Dol-de-Bretagne, arrive à Saint-Malo le 18 juillet. La messe en la cathédrale de la ville est grandiose. À 14 h 10, le cercueil est placé dans sa tombe.
L’érosion naturelle (l’amplitude des marées et de la houle, la violence des vents, la puissance des vagues et des courants) menace la tombe qui risque de s’effondrer.
Une plaque posée devant la tombe porte les inscriptions suivantes :
Un roc battu par la tempête

Vaut mieux qu'un Panthéon

Quand le mort est un poète

Et que ce poète est breton[citation inexacte, à priori vers de Théodore Botrel)
« Un grand écrivain français a voulu reposer ici pour n’y entendre que la mer et le vent. Passant, respecte sa dernière volonté[citation exacte de l’épitaphe] »
« Il dormira là-dessous, la tête tournée vers la mer ; dans ce sépulcre bâti sur un écueil, son immortalité sera comme fut sa vie, déserte des autres et tout autres et tout entourée d'orages. » (Flaubert)

### La chapelle de Notre-Dame-des-Lauriers
Cette chapelle de la seconde moitié du XIVe siècle, aujourd’hui ruinée, s’appela ultérieurement la chapelle Saint-Ouen. C’est vers elle que se déroulait la procession religieuse où la fête populaire malouine de la Sainte-Ouine trouve son origine.